# Clypastraea
Clypastraea là một chi bọ cánh cứng trong họ Corylophidae. Có hơn 20 loài được mô tả trong chi này.

## Các loài
- Clypastraea amabilis (LeConte, 1852)
- Clypastraea angusticolle (Scott, 1908)
- Clypastraea balteata (Matthews, 1899)
- Clypastraea biguttata (LeConte, 1879)
- Clypastraea brunnea (C.Brisout de Barneville, 1863)
- Clypastraea decora (Casey, 1900)
- Clypastraea fasciata (Say, 1827)
- Clypastraea fuscum Harold, 1875
- Clypastraea lepida (LeConte, 1852)
- Clypastraea lugubris (LeConte, 1852)
- Clypastraea lunata (LeConte, 1852)
- Clypastraea montana (Casey, 1900)
- Clypastraea nigra (Casey, 1900)
- Clypastraea obesa (Casey, 1900)
- Clypastraea obscura (LeConte, 1852)
- Clypastraea ornata (Casey, 1900)
- Clypastraea palmi Bowestead, 1999
- Clypastraea parvula (Casey, 1900)
- Clypastraea primainterpares Alekseev, 2016
- Clypastraea pusilla (Gyllenhal, 1810)
- Clypastraea reitteri Bowestead, 1999
- Clypastraea specularis (Casey, 1900)
- Clypastraea sp-one